# Nemzetek Szövetsége

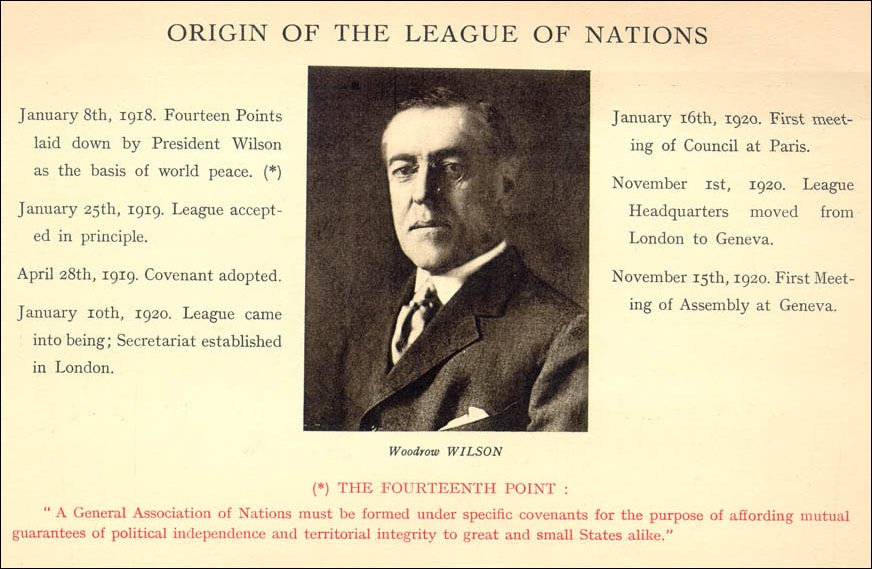

A Nemzetek Szövetsége (más néven: Népszövetség, League of Nations, Société des Nations) az ENSZ elődje. Létrehozását a párizsi békekonferencia írta elő 1919-ben, amelyben elsősorban Woodrow Wilson amerikai elnök javaslatára alkotta meg a Nemzetek Szövetsége (Népszövetség) Egyezségokmányát, amelyet aztán beiktattak valamennyi békeszerződésbe. 
Az alapító okmány szerint a „Magas Szerződő Felek avégből, hogy a békét és biztonságot előmozdítsák …kötelezettséget vállalnak a háború elkerülésére, …nyílt becsületes nemzetközi összeköttetést tartanak fenn, …a nemzetközi jog szabályait ezentúl a kormányok kölcsönös magatartásának valóságos zsinórmértékéül határozottan elismerik, …mindennemű szerződéses kötelezettségnek lelkiismeretes tiszteletben tartását biztosítják…”

## Története
A szövetséges hatalmak a párizsi békekonferencián 1919. január 25-én kezdeményezték a Népszövetség létrehozását. A versailles-i békeszerződés első fejezetében rögzítették megalakítását. A Népszövetség 1919. június 28-án született meg, 44 alapító állam képviselőinek aláírásával. Magyarország 1921. március 23-án kérte felvételét, 1923-ban már 53 ország volt tagja a szervezetnek. A Népszövetség székháza Genfben volt, két legfőbb szerve a Közgyűlés és a Tanács.
A Tanácsnak először négy (Nagy-Britannia, Franciaország, Olaszország és Japán), később öt állandó tagja volt (Németország 1926  szeptemberében lett a Tanács tagja). A Tanács általában évente háromszor-négyszer ülésezett. Mindenről, a nagy átfogó kérdésektől kezdve egészen az apró helyi konfliktusokig tárgyalhatott, bevonva az érintett országokat is. A Tanács csak egyhangú döntéseket hozhatott.
Formailag a második világháború alatt is létezett a Népszövetség, megszűnését az ENSZ megalakulásakor 1945-ben jelentették be. A Népszövetség szervezete 1946. április 20-ig működött. 

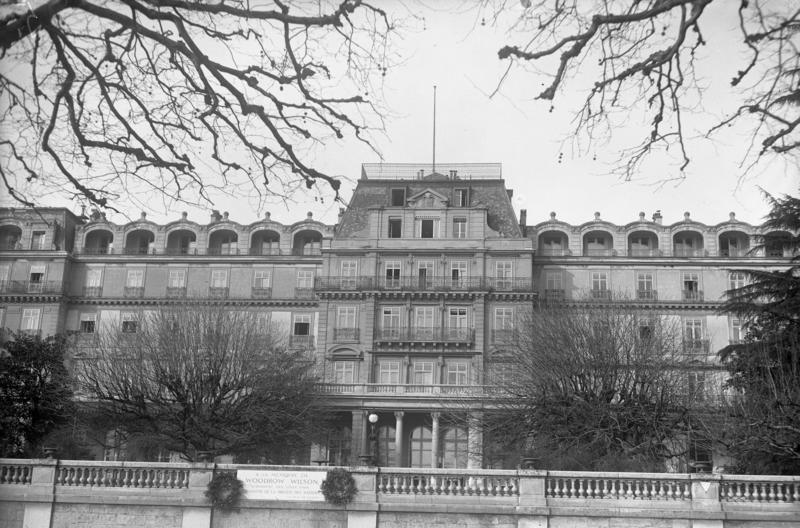
A Wilson-palota Genfben, a Népszövetség székháza 1920–1933 között. Ma az UNHCHR székháza. (1932-es fénykép)

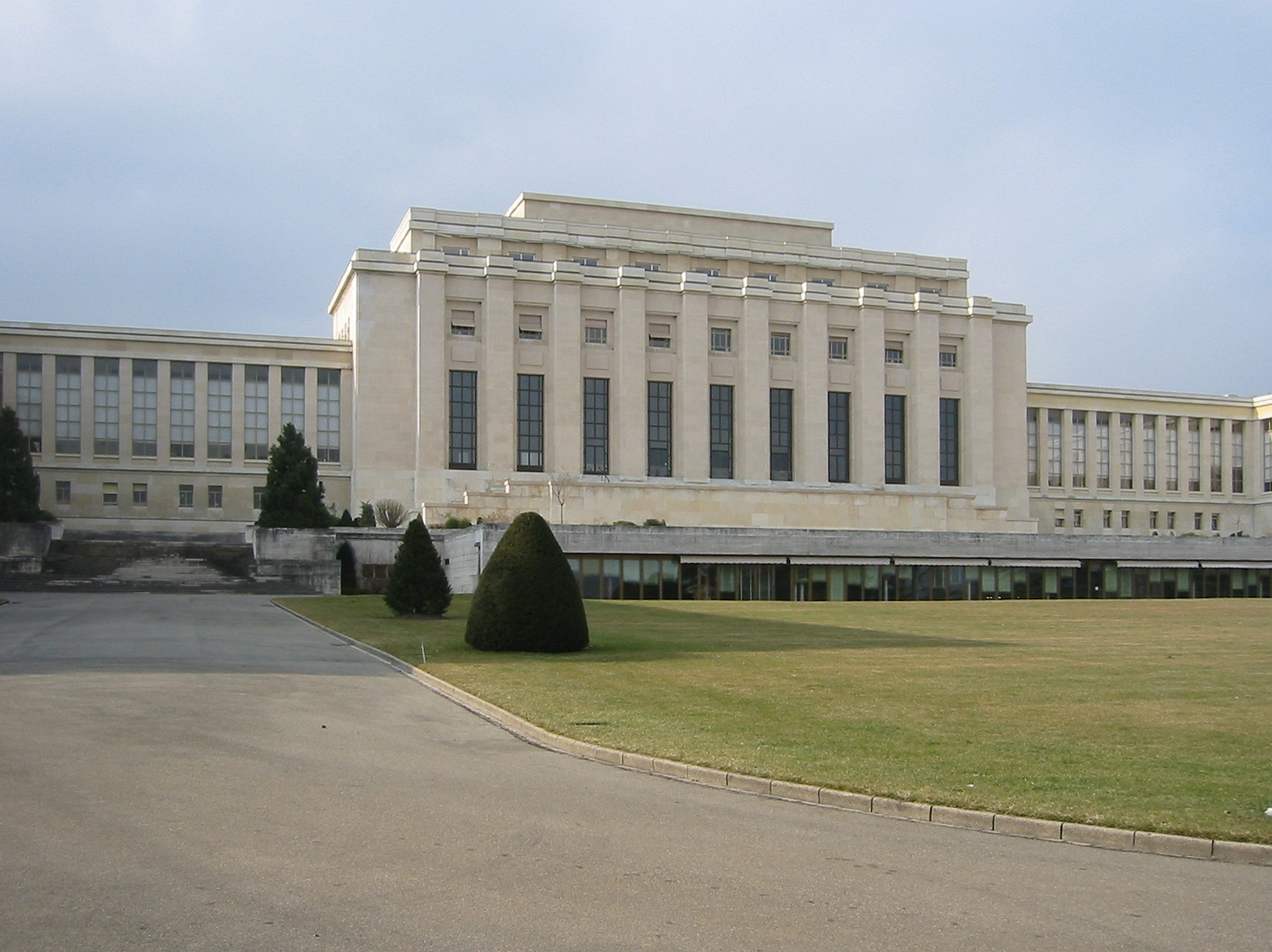
A Nemzetek Palotája Genfben (a Népszövetség székháza 1933-tól a megszűnésig). Ma az ENSZ genfi irodája.

## Szervezete, működése
A Közgyűlésben az egy-egy szavazattal rendelkező tagállamok képviselői vettek részt. 
Új tagok felvétele a Közgyűlés kizárólagos hatáskörébe tartozott, a döntéshez kétharmados többségre volt szükség.
A Közgyűlés minden év szeptemberében ülésezett. A megvitatott kérdésekben a Közgyűlés csak egyhangúlag foglalhatott állást. A nem állandó tagok időszakonként váltották egymást. 
A napi ügyeket a főtitkár irányítása alatt álló állandó Titkárság intézte.
A központi szervek munkáját autonóm szervezetek egészítették ki: a hágai székhelyű Állandó Nemzetközi Bíróság (ítélethozatal vitás ügyekben) és a Nemzetközi Munkaügyi Hivatal (a munkafeltételek nemzetközi normáinak kidolgozása, ellenőrzése).

### Politikai sikerei
1. Finnország és Svédország közötti határviták egyeztetése (1921),
2. a görög és jugoszláv csapatok bevonulásának megakadályozása az újonnan megalapított Albániába (1920-1923),
3. befolyás gyakorlása Görögországra, hogy csapatait hívja vissza Bulgáriából (1925),
4. az Irak és Törökország között található Moszul határvitáinak egyeztetése (1926),
5. egy kis békecsapat kiküldése a Kolumbia és Peru közötti határvidékre.

### Politikai kudarcai
1. A Harmadik Birodalom (1926-tól volt tag) és Japán 1933-ban kilépett a Népszövetségből.
2. Olaszország 1937-ben kilépett a Népszövetségből.
3. Magyarország 1939-ben kilépett a Népszövetségből.
4. A Szovjetunió kizárása a Népszövetségből 1939-ben Finnország megtámadása miatt: december 3-án Väinö Tanner finn külügyminiszter előterjesztést tett a Népszövetségben, majd december 14-én, az alapokmány 16. pontja értelmében a szövetség agresszornak minősítette a Szovjetuniót, és kizárta tagjai közül.[1]

## Székházai
A Népszövetség Tanácsa 1920-tól 1933-ig a genfi Wilson-palotában működött. Az épület korábban Hôtel National néven szállodaként funkcionált, a Népszövetség 1920-ban megvásárolta és átépítette. A Wilson-palota a Genfi-tó jobb partján, a Wilson rakparton áll. 1997 óta az ENSZ Emberi Jogok Főbiztosi Hivatalának (OHCHR) székhelye.
1933-ban a Népszövetség Tanácsa átköltözött új Nemzetek Palotájába, más néven Népszövetségi Palotába, amelyet az 1929–33 között építtetett a genfi Ariana-parkban. A Népszövetség 1946-os megszűnése után az épületet az ENSZ vette át. Jelenleg itt van az ENSZ genfi irodájának székhelye, a világszervezet második legfontosabb központja, a New York-i központi iroda mellett.